# Добротворский, Николай Митрофанович
Никола́й Митрофа́нович Добротво́рский (1893―1947) ― советский авиационный врач, кандидат медицинских наук, подполковник медицинской службы, один из организаторов и первых исследователей в области авиационной медицины в СССР.

## Биография
Родился 11 июля 1893 года Петербурге.
В 1917 году окончил Военно-медицинскую академию. Участвовал в Первой мировой войне в качестве военного врача на Юго-Западном фронте.
После Октябрьской революции, в январе 1918 года вступил в ряды Красной Армии. По завершении Гражданской войны стал преподавать в Военно-медицинской академии.
В 1924 году начинает служить начальником Центральной психофизиологической лаборатории ВВС РККА имени Н. Жуковского. В 1927 году, получив звание лётчика-наблюдателя, участвовал в длительном полёте, во время которого проводил психофизиологические исследования на экипаже и себе.
В марте 1935 года назначен начальником отдела Института авиационной медицины имени И. П. Павлова.
В феврале 1936 года защитил кандидатскую диссертацию. В октября 1937 года уволен в запас. С 1928 года преподавал курс физиологии лётного труда в Военно-воздушной академии им. Жуковского. Эти лекции затем были изданы в виде монографии под названием «Лётный труд».
С апреля 1940 года работает в органах НКВД СССР начальником санитарного отдела. С началом Великой Отечественной войны мобилизован в Красную Армию, с октября 1941 года служил начальником санитарной службы в авиации Волховского фронта. Через полгода стал помощником флагманского врача 14-й воздушной армии. В сентябре 1942 года назначен начальником санитарной службы авиации Прибалтийского фронта.
С сентября 1944 года снова работает в системе НКВД СССР начальником санитарного отдела одного из главных управлений. В сентябре 1946 года уволен в отставку по болезни.
Похоронен на Ваганьковском кладбище.

## Научная деятельность
В начале 1920-х годов принял участие в разработке специальной карты для учёта и анализа летных происшествий. В этой карте впервые стали отражаться сведения о физическом и психическом состоянии лётчика.
Написал около 60 научных работ по вопросам авиационной медицины. В 1926 году опубликовал «Некоторые итоги работы по психофизиологии лётного труда». В 1929 году вышел в свет руководство по медицинскому освидетельствованию лётного состава и лиц, поступающих в лётные школы РККА, эта работы была написана совместно с С. Е. Минцем.
В 1930 году опубликовал работу «Лётный труд», где были обстоятельно рассмотрены вопросы гигиены рабочего места лётчиков в самолёте.

## Награды
- Орден Красной Звезды
- Медаль «За победу над Германией в Великой Отечественной войне 1941–1945 гг.»[5]